# Laika de Siberia Oriental
El Laika de Siberia Oriental es una raza de perro de origen ruso proveniente de la región de Siberia, siendo un perro de caza.

## Origen
Sus orígenes se remontan a las tribus nómadas de la región de Siberia, entre la extensa zona entre el río Yeniséi y la península de Kamtchatka, que eran utilizados para la caza y el pastoreo, también eran usados para el tiro y el trineo, surgió de cruces entre evenkis, lamutsker, amur, yakut, tungus y otras razas de laika.
En el siglo XX, en tiempos de la Segunda Guerra Mundial, obtuvo el estatuto de raza en 1947 y reconocimiento por parte la Unión Soviética, pero en 1981 fue aprobada como una raza de perro por la Federación Cinológica Internacional.